# Frank Joseph Rodimer
Frank Joseph Rodimer (* 25. Oktober 1927 in Rockaway, Morris County, New Jersey; † 6. Dezember 2018 in Totowa, Passaic County, New Jersey) war ein US-amerikanischer Geistlicher und römisch-katholischer Bischof von Paterson.

## Leben
Frank Joseph Rodimer empfing am 19. Mai 1951 die Priesterweihe.
Papst Paul VI. ernannte ihn am 5. Dezember 1977 zum Bischof von Paterson. Der Erzbischof von Newark, Peter Leo Gerety, spendete ihm am 28. Februar des nächsten Jahres die Bischofsweihe; Mitkonsekratoren waren Joseph Louis Bernardin, Erzbischof von Cincinnati, und Peter Poreku Dery, Erzbischof von Tamale.
Am 1. Juni 2004 nahm Papst Johannes Paul II. sein altersbedingtes Rücktrittsgesuch an.